# Tomar
Tomar is een stad en gemeente in het Portugese district Santarém.
De gemeente heeft een totale oppervlakte van 352 km² en telde 43.006 inwoners in 2001. De gelijknamige stad telt ongeveer 20.000 inwoners.

## Geschiedenis
Onder de stad Tomar liggen de resten van de twee Romeinse steden Nabantia en Sellium. In maart 1147 viel de stad toe aan Alfons I van Portugal, die het op de moslims van Al-Andalus veroverde. In 1159 werd het aan de Tempeliers onder grootmeester Gualdim Pais geschonken. De Tempeliers maakten van Tomar hun hoofdkwartier en bouwden er een kasteel. Het lukte de emir Aboe Joesoef Jakoeb al-Mansoer in 1190 niet de stad en kasteel op deze Tempeliers onder grootmeester Gualdim Pais te heroveren.

## Bezienswaardigheden
- Het klooster Convent van Christus staat op de werelderfgoedlijst van UNESCO.
- Het kasteel (Castelo de Tomar), in 1160 gebouwd door de Tempeliers.
- Het Aquaduct dos Pegões, 5 km lang en nog volledig in tact.

### Galerij

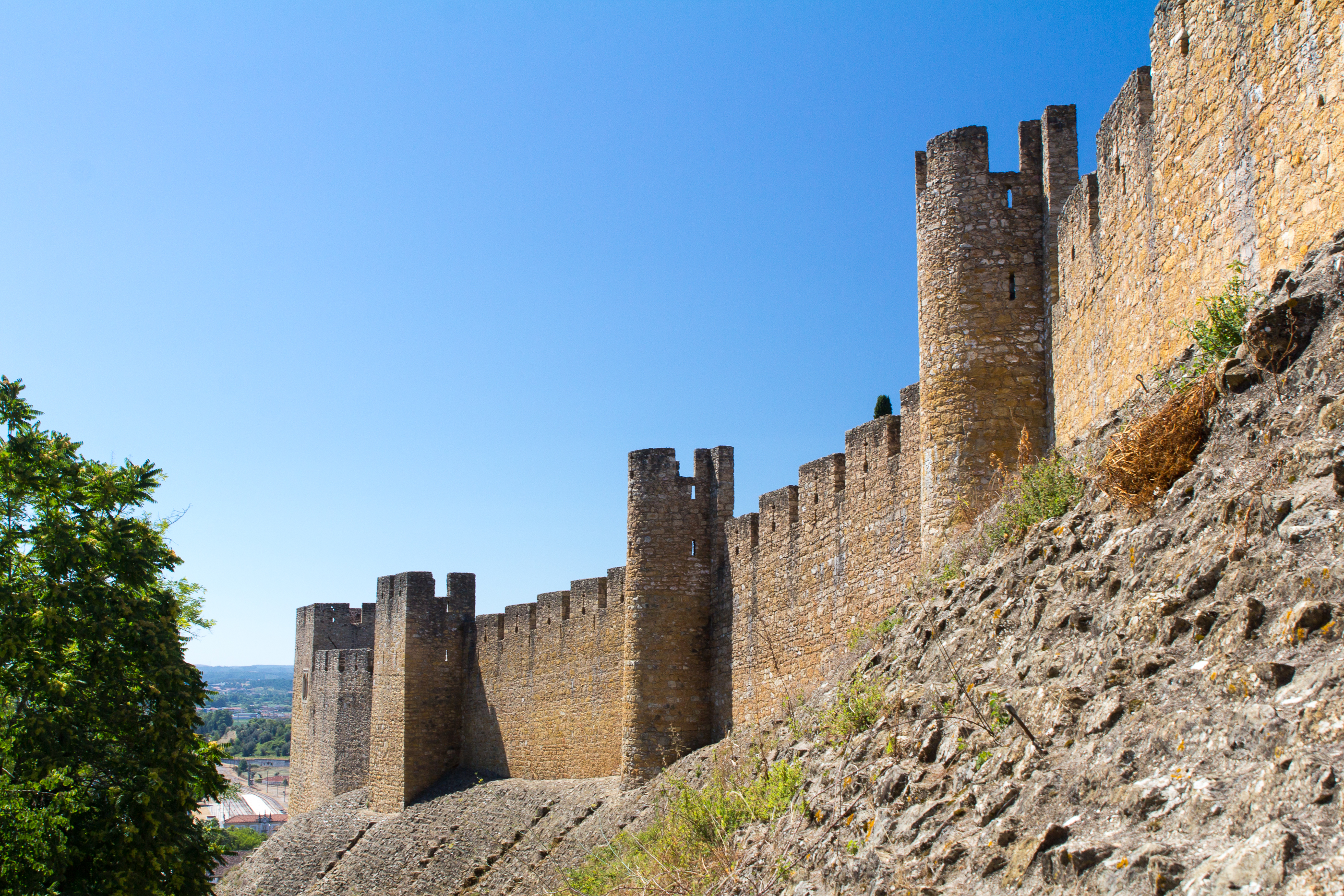
Stadsmuur
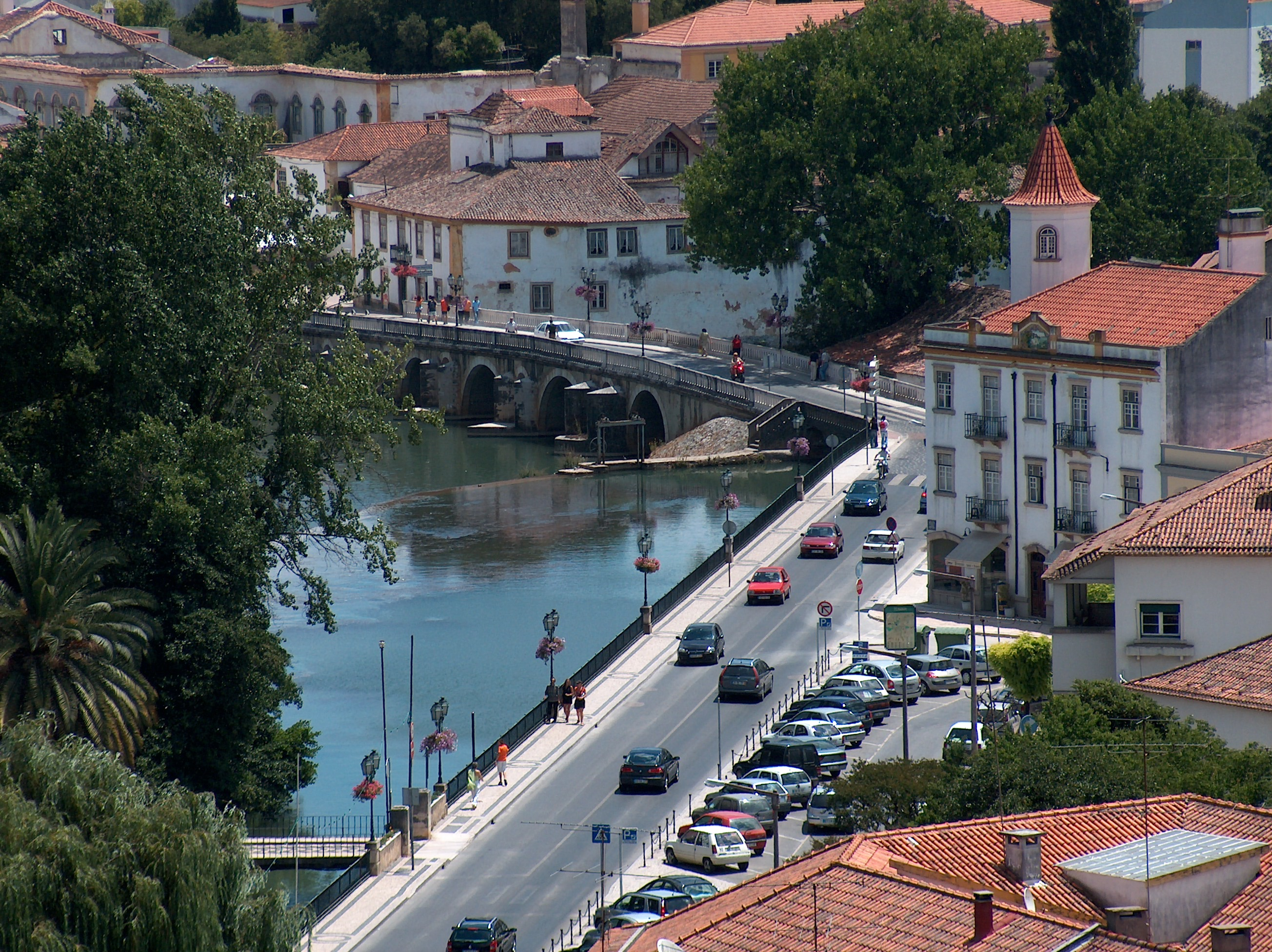
Tomar
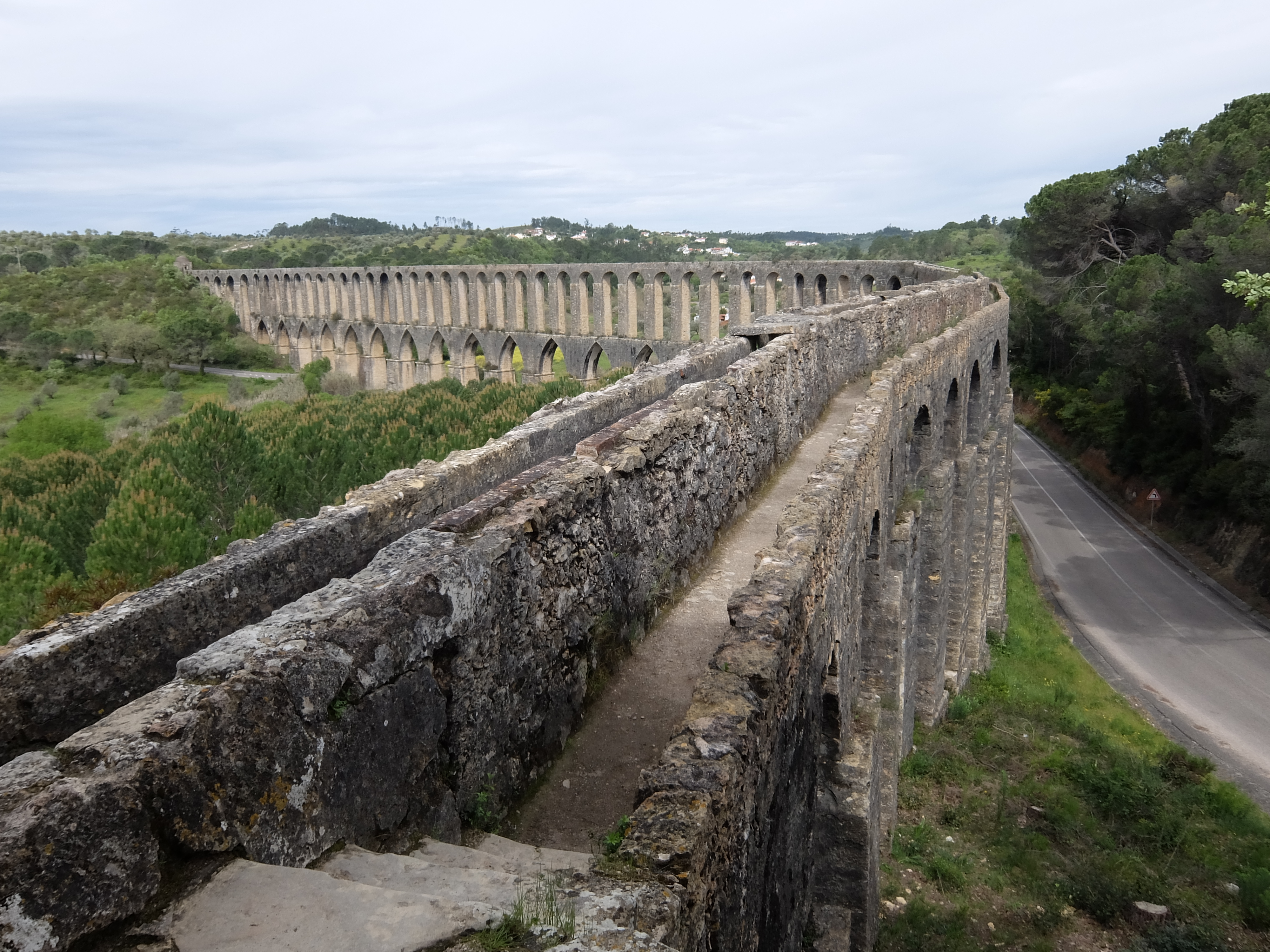
Aquaduct dos Pegões

## Kernen
De volgende freguesias liggen in de gemeente:
- Além da Ribeira
- Alviobeira
- Asseiceira
- Beselga
- Carregueiros
- Casais
- Junceira
- Madalena
- Olalhas
- Paialvo
- Pedreira
- Sabacheira
- Santa Maria dos Olivais (Tomar)
- São João Baptista (Tomar)
- São Pedro de Tomar
- Serra
- Pero Calvo (Tomar)